# Chính sách thị thực của Guinea Xích Đạo
Theo quy định của pháp luật, công dân của tất cả các quốc gia trừ Hoa Kỳ cần thị thực để đến Guinea Xích Đạo. Có thể xin thị thực qua một trong những phái vụ ngoại giao Guinea Xích Đạo.

## Miễn thị thực
Công dân của Hoa Kỳ có thể đến Guinea Xích Đạo mà không cần thị thực. Công dân của các quốc gia khác cần thị thực cho tất cả các mục đích bao gồm quá cảnh. Người sở hữu hộ chiếu ngoại giao, công vụ của BraSil, Cuba, Trung Quốc và Maroc không cần thị thực để đến Guinea Xích Đạo.